# Tricolia algoidea
Tricolia algoidea is een slakkensoort uit de familie van de Phasianellidae. De wetenschappelijke naam van de soort is voor het eerst geldig gepubliceerd in 1920 door Pallary.